# Treat You Better
Treat You Better è un singolo del cantante canadese Shawn Mendes, il primo estratto dal suo secondo album in studio Illuminate. È stato pubblicato il 3 giugno 2016 dalla Island Records. Il brano è stato scritto dallo stesso Shawn Mendes insieme a Teddy Geiger e Scott Harris, e prodotto da Teddy Geiger e Dan Romer.

## Composizione
Il brano è stato composto in chiave Si♭ minore con un tempo di 83 battiti al minuto.

## Video musicale
Il video musicale è stato pubblicato il 12 luglio 2016, e mostra una ragazza vittima di una relazione violenta con un fidanzato che abusa di lei verbalmente e fisicamente. Mendes appare più volte nel video, specie in corrispondenza del ritornello, in cui si chiede perché la ragazza preferisca una relazione violenta anziché la fuga da essa. A un certo punto nel bagno del cantante comincia a scorrere dell'acqua sul pavimento fin oltre la porta arrivando a cingere i piedi nudi di Shawn, il quale si reca nella stanza e si accorge di aver dimenticato aperto il lavandino. Parallelamente alla scena della ragazza che si isola nella sua camera ancora stravolta per poi farsi una doccia fredda, Shawn in piedi si reclina davanti allo specchio del bagno e si sfila via la maglietta, specchiandosi intensamente a torso nudo, con le braccia tese ai lati del lavello e lo sguardo assorto nel suo riflesso e, chinatosi sul lavandino, si lava il viso, contraendo i muscoli delle spalle nude; ancora fradicio, il cantante ruota il capo alle sue spalle.

## Tracce
Download digitale
1. Treat You Better – 3:07 (Shawn Mendes, Teddy Geiger, Scott Harris)

CD promozionale (Germania)
1. Treat You Better – 3:07 (Shawn Mendes, Teddy Geiger, Scott Harris)
2. Ruin – 4:00 (Shawn Mendes, Scott Harris, Geoffrey Warburton, Ido Zmishlany)

## Esibizioni dal vivo
La prima esibizione televisiva del cantante è avvenuta all'annuale MuchMusic Video Award il 19 luglio 2016. Il 12 luglio ha eseguito la canzone al The Tonight Show.

## Classifiche

### Classifiche settimanali
| Classifica (2016) | Posizione massima |
| ----------------- | ----------------- |
| Australia         | 4                 |
| Austria           | 4                 |
| Belgio (Fiandre)  | 17                |
| Belgio (Vallonia) | 15                |
| Canada            | 7                 |
| Danimarca         | 4                 |
| Francia           | 39                |
| Germania          | 4                 |
| Irlanda           | 8                 |
| Italia            | 7                 |
| Lussemburgo       | 10                |
| Norvegia          | 7                 |
| Nuova Zelanda     | 11                |
| Paesi Bassi       | 8                 |
| Regno Unito       | 6                 |
| Spagna            | 16                |
| Stati Uniti       | 8                 |
| Svezia            | 4                 |
| Svizzera          | 12                |

### Classifiche di fine anno
| Classifica (2017) | Posizione |
| ----------------- | --------- |
| Brasile           | 99        |

## Date di pubblicazione
| Paese                 | Data di pubblicazione | Formato           |
| --------------------- | --------------------- | ----------------- |
| Stati Uniti d'America | 3 giugno 2016         | Download digitale |
| Stati Uniti d'America | 7 giugno 2016         | Airplay           |
| Germania              | 19 agosto 2016        | CD                |